# الزمعر (المفلحي)

تعديل مصدري - تعديل

الزمعر هي إحدى قرى عزلة المفلحي بمديرية المفلحي التابعة لمحافظة لحج، بلغ تعداد سكانها 638 نسمة حسب تعداد اليمن لعام 2004.